# Христофор Ликийский
Христофо́р (от греч. Χριστόφορος — «носящий Христа»; III век, Ханаан — около 251, Анатолия) — мученик, почитаемый в католицизме и православии, живший в III веке (либо на рубеже III—IV веков).

## Житие

### Житие в восточной традиции
В годы правления императора Деция Траяна человек, носивший имя Репрев (Ρεπρεβος, ср. лат. Reprobus «отверженный, осуждённый, дурной») был захвачен в плен римлянами во время боя в Мармарике. Позже он служил в Numerus Marmaritarum (римская когорта Cohors III Valeria Marmaritarum) — подразделении мармаритов (мармаридов; выходцев из области Мармарика или представителей берберского народа). Это был человек огромного роста и ужасающего поведения; он был псоглавцем, как и все представители его народа. Другое объясение возникновения его собачьей головы (эта легенда появилась на Кипре): святой был очень красив, но, дабы избежать соблазнов и постоянно беспокоивших его женщин, упросил Господа обезобразить его внешность.
Образ Христофора как великана-людоеда с собачьей головой вызывал сомнения и вёл к спорам, рождая еретические мнения, по этой причине в Константинопольском синаксаре (X век) была осуществлена попытка устранить эти странные и загадочные сведения об облике святого. В Синаксаре говорится о том, что ужасный образ Христофора надо понимать символически — как состояние грубости и свирепости во время пребывания его в язычестве.
Ещё до крещения Репрев исповедовал веру во Христа и обличал тех, кто преследовал христиан. За это он однажды был избит неким Вакхом и принял побои со смирением. Вскоре после этого были присланы 200 воинов, чтобы привести его, известного силача, к императору Децию. Репрев подчинился без сопротивления. В пути произошли чудеса: жезл в руке святого расцвел (ср. жезл Аарона), по молитве его умножились хлебы, которых недоставало у путников, подобно умножению хлебов Иисусом Христом в пустыне. Воины, сопровождавшие Репрева, были поражены чудесами, уверовали во Христа и вместе с Репревом были крещены антиохийским епископом — мучеником Вавилой.
После крещения Репрев получил имя «Христофор» и стал проповедовать христианскую веру, используя дарованную ангелом возможность говорить на прежде незнакомом ему языке ликийцев (ср. глоссолалия апостолов). Когда Христофор был приведён к императору (или губернатору Антиохии), тот ужаснулся его наружности. Он решил заставить его отречься от Бога не насилием, а хитростью. Деций призвал двух женщин-блудниц — Каллиникию и Акилину, и приказал им склонить святого отречься от Христа и принести жертвы римским богам, но женщины, вернувшись к императору, объявили себя христианками, за что были подвергнуты жестоким истязаниям и скончались мученицами.
Деций приговорил к казни также посланных за святым Христофором воинов, которые уверовали во Христа. Император приказал бросить мученика в раскалённый медный ящик, однако святой Христофор не испытывал страданий и остался невредим. После многих жестоких истязаний мученику наконец отсекли голову мечом. Его тело обратно в Александрию отвёз Петр Атталийский.

### Житие в западной традиции

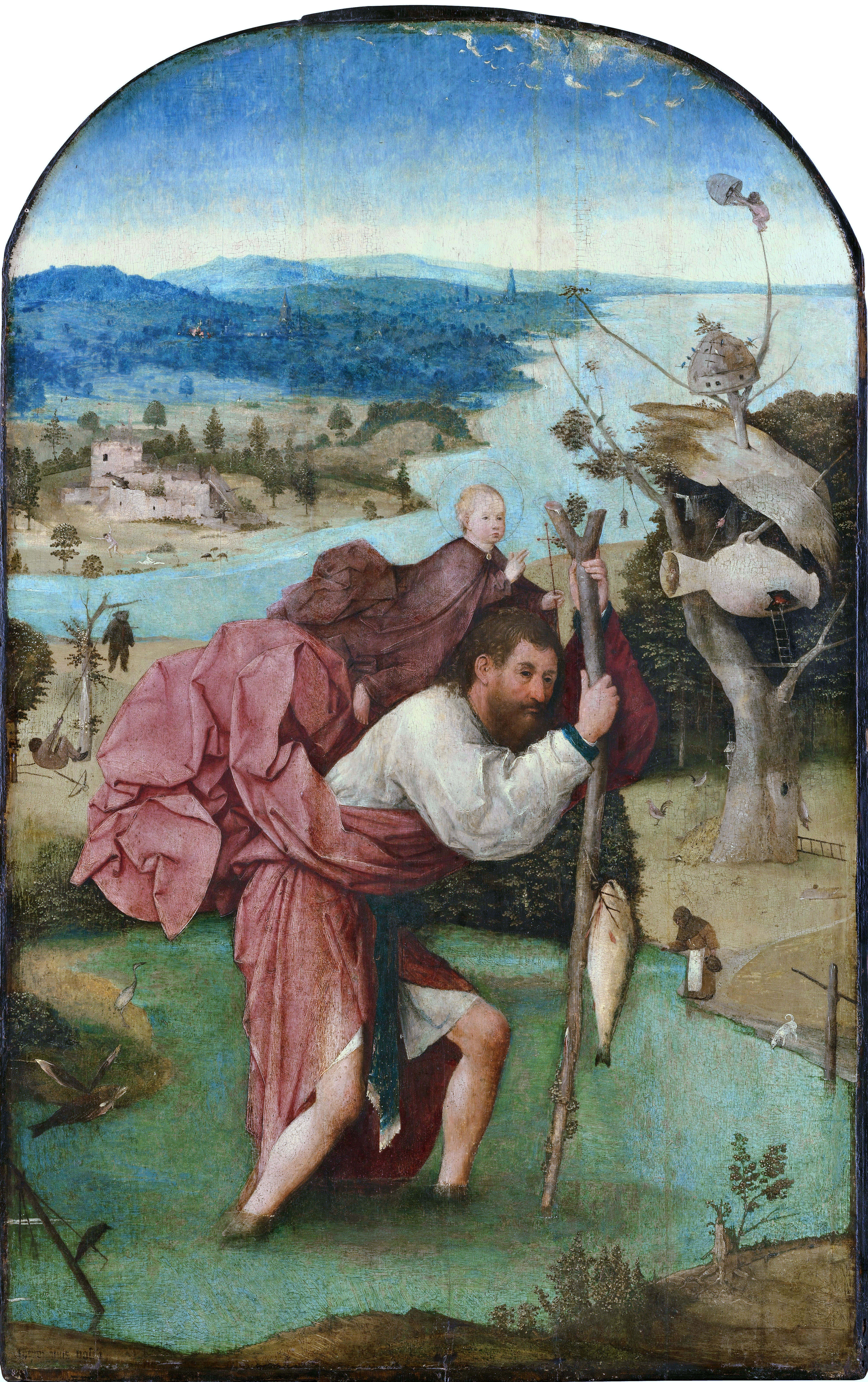
Иероним Босх, «Св. Христофор», 1504—1505, Музей Бойманса-ван Бёнингена

Одна из легенд гласит, что Христофор был римлянином огромного роста, изначально носившим имя Репрев. Он принял христианство и начал служить Иисусу. Другие легенды говорят, что его именем было Offero и он родился в Ханаане. В основном католическая традиция основывается на «Золотой легенде» Иакова Ворагинского.
Простодушный великан Репрев искал самого могучего владыку, чтобы поступить к нему на службу. В итоге он поступил на службу к царю, но понял, что тот боится дьявола. Он предложил свои услуги дьяволу, но понял, что тот трепещет при виде креста. Великан отыскал святого отшельника и спросил его, каким образом он может служить Христу. Отшельник отвёл его к опасному броду через реку и сказал, что большой его рост и сила делают его отличным кандидатом, чтобы помогать людям пересекать опасную воду. Он начал перевозить путников на своей спине. Однажды его попросил перенести через реку маленький мальчик. Посреди реки он стал настолько тяжёл, что Христофор испугался, как бы они оба не утонули. Мальчик сказал ему, что он — Христос и несёт с собой все тяготы мира. Затем Иисус крестил Репрева в реке, и тот получил своё новое имя — Христофор, «несущий Христа». Затем Младенец сказал Христофору, что тот может воткнуть в землю ветку. Эта ветвь чудесным образом выросла в плодоносное дерево. Это чудо обратило в веру многих. Разгневанный этим, местный правитель (или даже римский император Деций — в западной традиции он выступает под именем Дагнус), заточил Христофора в тюрьму, где после долгих мучений тот обрёл мученическую кончину.

#### Литературная обработка
Эта греческая легенда могла возникнуть примерно в VI веке. В середине IX века она распространилась по Франции. Согласной ей, первоначально святой Христофор был простым мучеником, просто упоминаемым в старых мартирологах. Простая форма греческих и латинских текстов страстей скоро уступила место более сложным легендам. Они обнаруживаются в латинских прозаических и стихотворных текстах поддьякона Вальтера Шпейерского «Thesaurus anecdotorum novissimus» 983 года.
Рассказ, относящийся к XI веку, есть в «Acta SS», и ещё один — в «Золотой легенде». Мысль, выраженная в имени святого, изначально означавшая, что он принял Христа в своё сердце, была истолкована буквально, и он стал нести Христа на своих плечах. Словосочетание «большой мученик» также могло быть истолковано буквально, и Христофор стал в «Золотой легенде» человеком исполинского роста, а именно — 12 локтей (ок. 5,4 метра).
То, что существование мученика не может отрицаться, было доказано иезуитом Николасом Серариусом в «Litaneutici» (Кёльн, 1609) и Моланусом в «De picturis et imaginibus sacris» (Louvain, 1570). Как рассказывает «Acta SS», в церкви, посвящённой Христофору, уже в 532/3 году было похоронено тело святого Ремигия, а святой Григорий Великий (VII век) упоминает монастырь святого Христофора. Древнейшие изображения святого относятся к VI веку.

#### Критика исторической достоверности

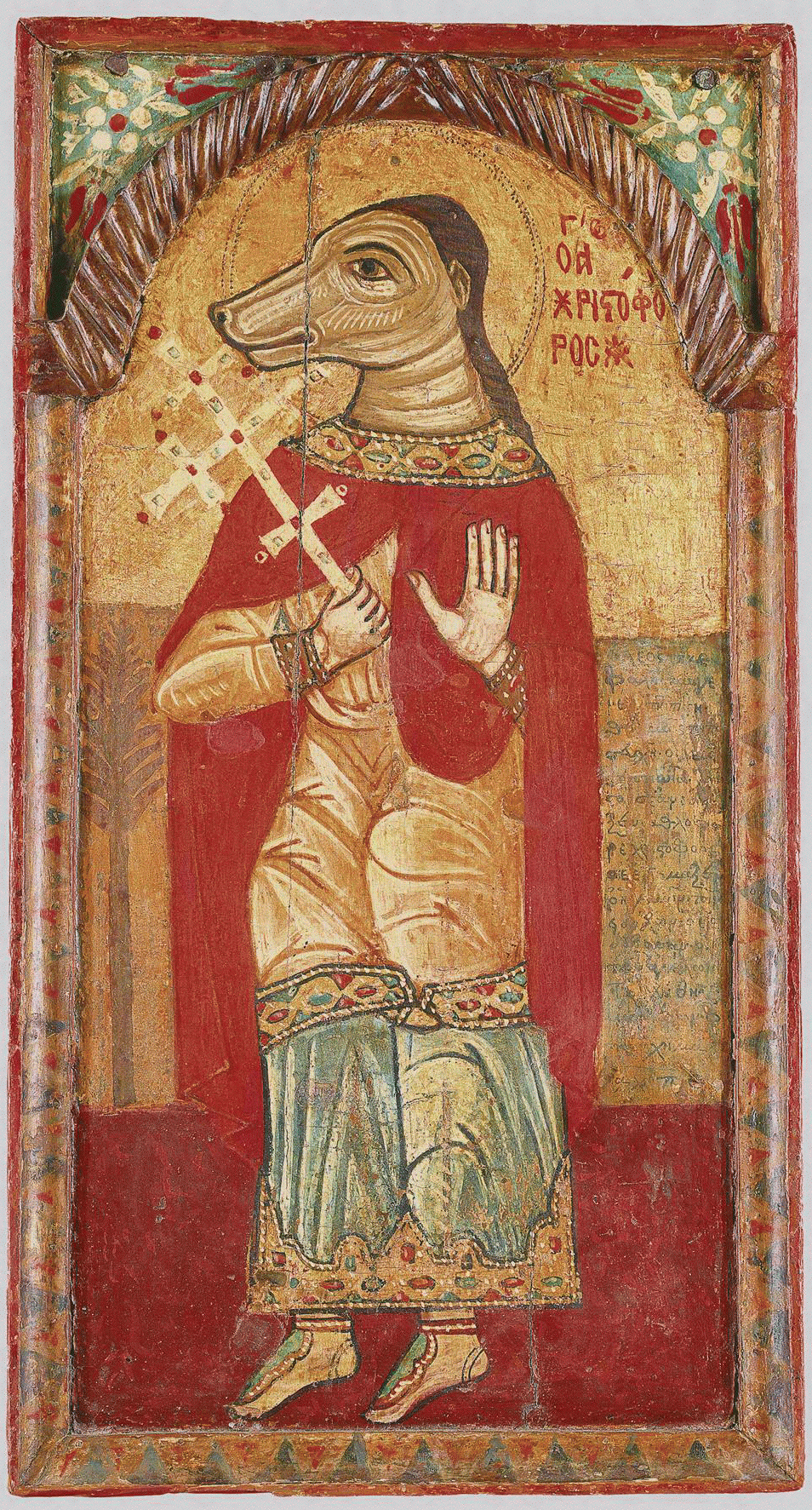
Икона Святого Христофора

Почитание в католицизме этого невероятного человека резко порицалось Эразмом Роттердамским в его «Похвале глупости». День поминовения Христофора в 1969 году был понижен Ватиканом до уровня праздников, отмечаемый на местном уровне, из-за недостатка достоверных свидетельств о его существовании.
Хотя сохранившиеся свидетельства о его жизни переплетаются с рассказами о чудесах и явлениях, которые плохо воспринимаются современной историографией, всё же сохранилось достаточно сведений, чтобы попытаться описать его жизненный путь, приемлемо с точки зрения критиков, для современного человека.
Первое, на чём, по мнению критиков, спотыкаются современные агиографы — это упоминание о том, что Христофор был собакоголовым людоедом. Эти сведения, по их мнению, должны быть рассмотрены с точки зрения того, что они даны современниками Христофора, а для греко-римско-персидской ойкумены той эпохи обычай описывать всех людей из «нецивилизованного» мира как людоедов — со звериными частями тела или даже ещё более странно — был очень распространённым, пусть даже иногда они и описывались метафорически. Более поздние поколения могли воспринять эту метафору и гиперболу как достоверность.

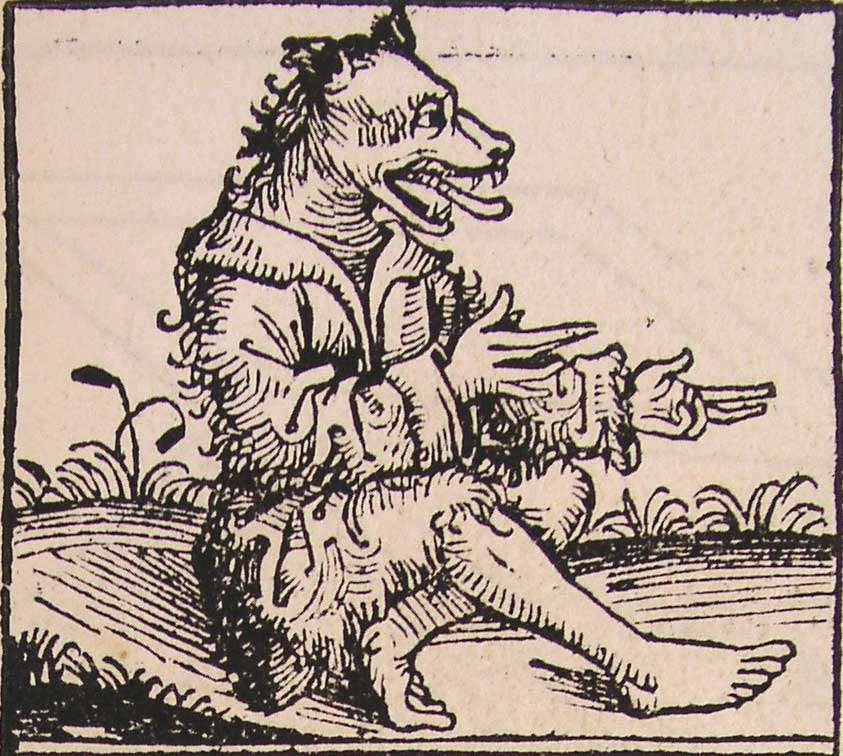
Рассказы о псоглавых людях часто встречались в повестях о путешествиях в античности и средневековье начиная с Геродотовского описания Скифии

Рассматриваемый мученик, как гласит житие, был включён в военное подразделение, состоящее из мармаританцев (Marmaritae). Этот народ был независимым народом Мармарики (современная Ливия), который был вытеснен к границам после римской колонизации. Как представитель пограничного народа, считают критики, он вполне (в рамках образного языка своего времени) мог быть описан как псоглавец, а различные чудеса, приписываемые ему восточными легендами, — обычные составляющие житий святых первых веков христианства.
Наконец, порицая утверждение, что он был убит в Антиохии, и его тело было увезено епископом, учёные заявляют, что Христофор не мог быть казнён на 4-м году правления императора Декия, так как тот правил только два года. Возможно, говорят критики, всё это происходило во время правления императора со сходным по звучанию именем — Максимина Дазы, тогда смерть святого должна приходиться на 308 год. Правда, информации о посещении императором Максимином Антиохии не сохранилось; вдобавок, вероятно, информация о казни Христофора в личном присутствии цезаря — более позднее измышление.
По мнению критиков, ни один из упомянутых фактов не позволяет определить его как действительно существовавшего человека. По-гречески его имя означает «несущий Христа», и в восточной традиции это соотносится с готовностью этого святого «нести крест» — частая метафора для обращения в христианство. Его языческое имя Reprebus — это «отверженный, дурной», так что сама история его крещения другим именем в двух словах сводится к простому: «дурной человек обратился в христианство». К тому же, утверждают критики, могилы святого Христофора нигде нет.
Эта критика не принимает за важное, однако, то, что наличие мощей «мученика Христофора с лицом точь-в-точь как у собаки» было письменно подтверждено во второй половине XVII века (см. ниже).

## Мощи

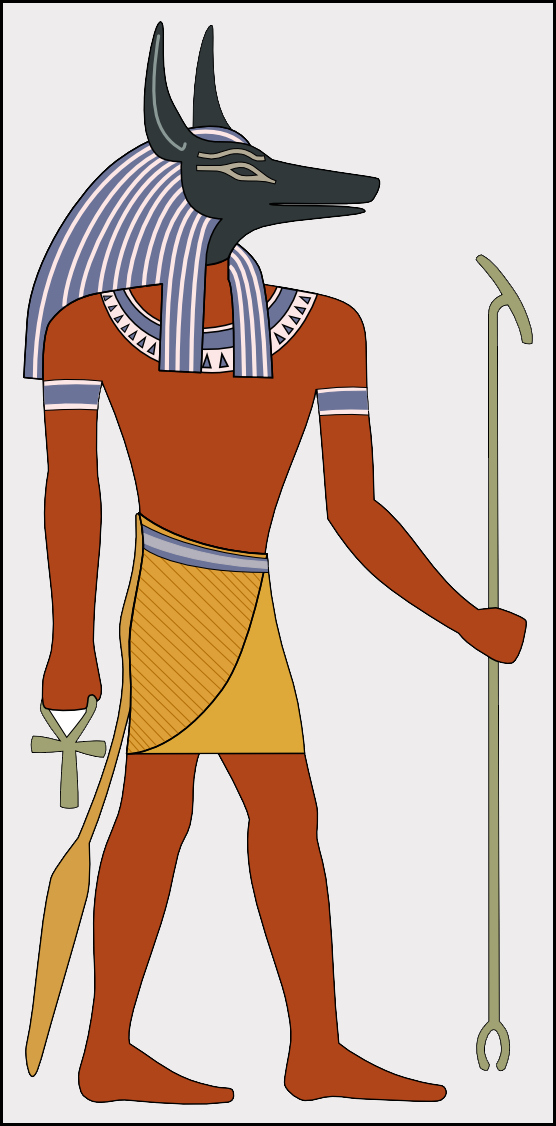
Изображение египетского божества Анубиса, заимствованного христианством для изображения с собачьей головой святого Христофора

Существует письменное свидетельство архидьякона Павла Алеппского, который, находясь в Москве во второй половине XVII века, участвовал в «чине омовения мощей». Перечисляя различные реликвии Благовещенского собора, он описал лобызаемую пёсью голову святого Христофора: 

Вот названия мощей тех святых, которые мы могли удержать в памяти: <...> глава мученика Христофора с лицом точь-в-точь как у собаки, с длинным ртом; она тверда как кремень — наш ум был поражён изумлением: тут нет места сомнению!
Согласно католическому преданию, голова святого, хранившаяся некоторое время в Константинополе, затем была перевезена на остров Раб в Хорватии. Когда норманны вторглись на остров и осадили город Раб в 1075 году, горожане поместили мощи Христофора на стены. Чудесным образом ветер изменился, и вражеские корабли отнесло от острова. Одна из крупных средневековых крепостей г. Раб названа в честь святого.
На сегодняшний день, позолоченный реликварий с черепом святого Христофора, хранится в музее сакрального искусства в церкви св. Юстины г. Раба в Хорватии.

### «Гигантский зуб» святого Христофора
По легенде Христофор был огромного роста — 5 локтей (2,3 метра). В поздние Средние века огромный зуб, якобы принадлежащий святому Христофору, был доставлен монахами в город Верчелли, северная Италия. Паломники приходили посмотреть на этот зуб со всей Европы вплоть до конца XVIII века, когда осмотр натуралистом выявил, что зуб в действительности принадлежит гиппопотаму. С тех пор зуб убрали с алтаря и запретили поклоняться ему.

## Иконография

### Иконография в православии

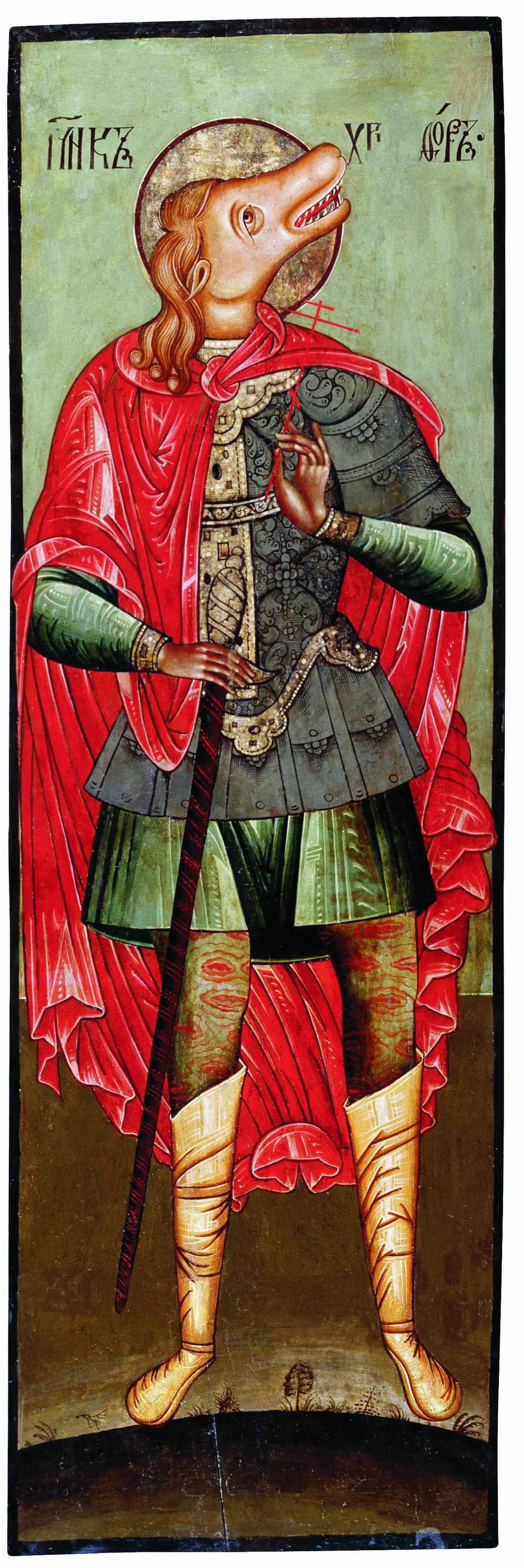
Икона мученика Христофора. XVII век. Художественный музей, г. Череповец

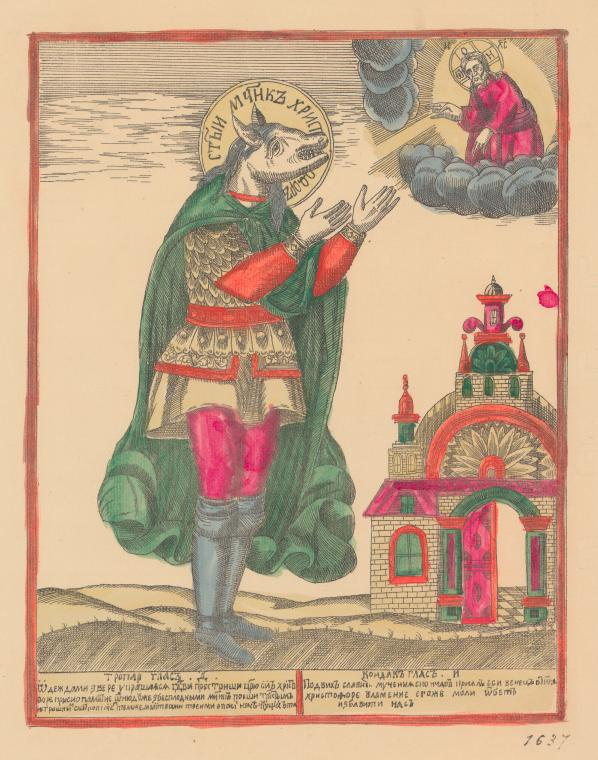
Святой Христофор с волчьей головой, лубочная картинка

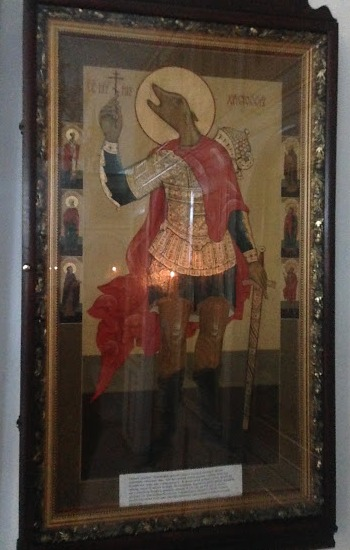
Икона Святого Христофора в Сретенской церкви (Ярославль)

В православии Христофор часто изображается псоглавым. При этом синаксари указывают, что этот облик, как и происхождение святого из страны кинокефалов, следует понимать как символическое указание на его грубость и свирепость в период пребывания язычником. Древнейшее подобное изображение святого находится на керамической иконе VI—VII веков македонского происхождения. На ней Христофор вместе со святым Георгием поражает змия. В русской иконописи изображения святого Христофора с собачьей головой известны со второй половины XVI века.
Версии сложения столь необычной иконографии Христофора-кинокефала (псоглавца), в основном, связаны с предположением, что какое-либо его прозвище было истолковано ошибочно.
Толкования прозвища:
1. от географического названия: местность Киноскефалия (возвышенность в Фессалии);
2. от слова cananeus («хананит»), которое могло быть истолковано как «собачий»;
3. описание ужасающей внешности — «звероподобный» могло быть воспринято буквально;
4. сравнение с символом верности — собакой — постепенно переросло в объединение образа с символом; проводятся параллели с опричниками Ивана Грозного, приторачивавшими к лошадиному седлу голову собаки (действительно, каждый из них был «всадником с собачьей головой») и т. п.;
5. образ псоглавца мог прийти из коптской христианской живописи, на территории которых оставались следы почитания шакалоголового Анубиса (см. также псоголовых коптских святых Ахракса и Аугани на иконе из Музея коптского искусства в Каире[25]).

Существует также представление о Христофоре как представителе племени «псоглавцев» — собакоголовых людей, описание которых достаточно часто встречается с античных времён.
Египтолог Максимов Е. Н. считает, что христианство заимствовало древний кинокефальный образ из египетской мифологии божества Анубиса и приспособило его к новым условиям; таким образом, древнеегипетское божество Анубис продолжило жить в христианском образе святого Христофора.

#### Неудавшаяся попытка запрета на «псоглавца»

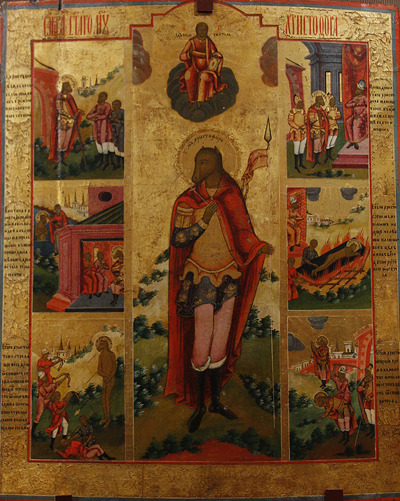
Старообрядческая житийная икона святого Христофора

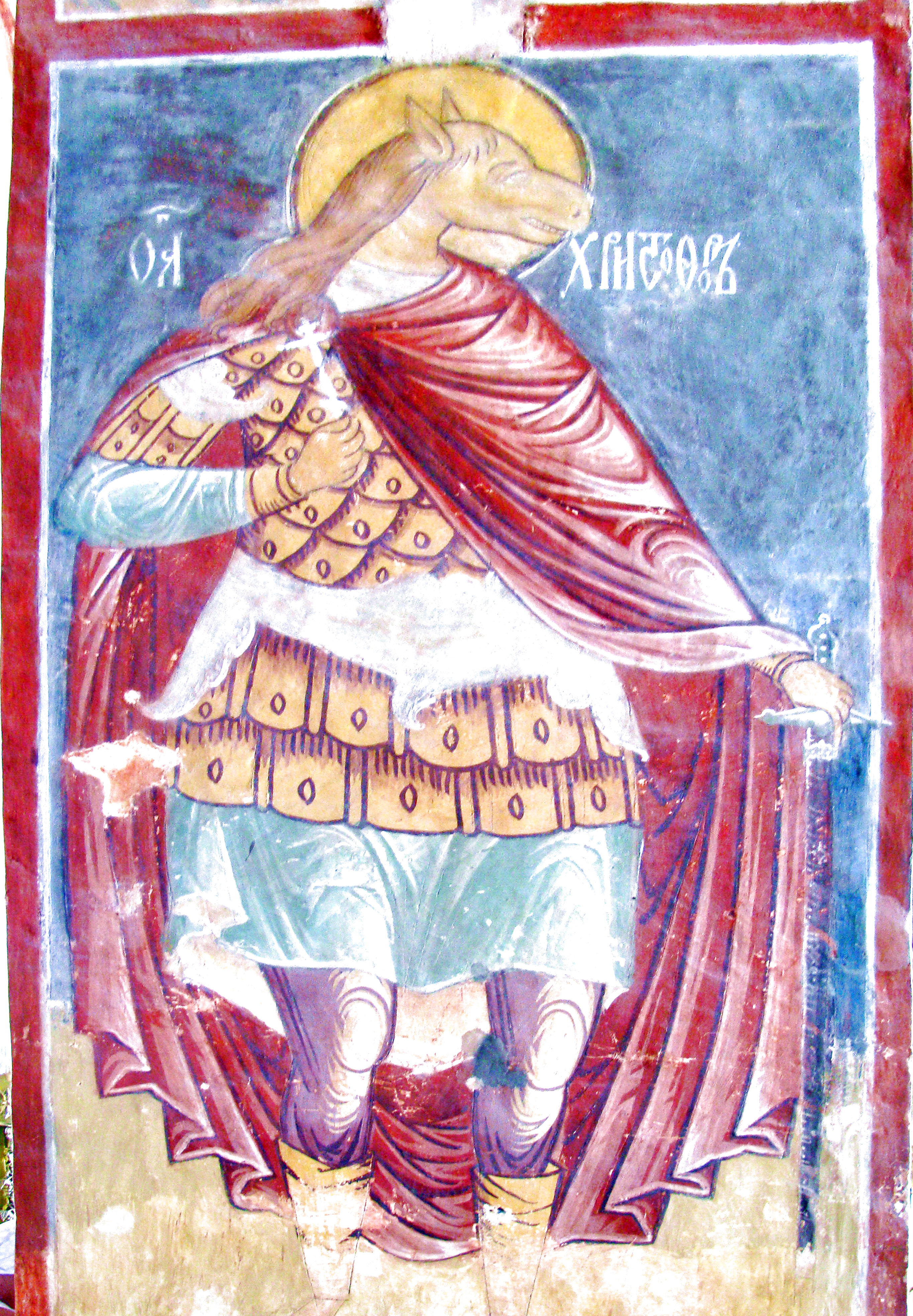
Мученик Христофор.
Успенский монастырь города Свияжска, Татарстан

Святейший правительствующий синод разработал постановление 21 мая (1 июня) 1722 года о запрещении икон Христофора «с песьею главою» вместе с некоторыми другими «спорными» иконографическими сюжетами как «противные естеству, истории и самой истине». Согласно постановлению Святейшего правительствующего синода, Правительствующий сенат должен был распубликовать (опубликовать и обнародовать) распоряжение Синода от 21 мая 1722 года о запрете изображений, но Правительствующий сенат не одобрил решение Синода, объяснив, что эти изображения уже много лет пользуются народным почитанием. В отдельных случаях иконы Христофора исправляли. Известны переписанные изображения с записанной собачьей головой. Старообрядцы продолжали (и до сих пор продолжают) почитать Христофора-кинокефала. Свияжская иконописная традиция изображает Христофора не с собачьей, а с лошадиной головой.
Помимо фрески в Успенском монастыре города Свияжска, существует фреска в Макарьевском монастыре, а также в Ярославле в Спасском монастыре и, кроме того, в церкви Николая Чудотворца в поселке Ныроб Пермского края. Иконы Христофора сохранились в Череповце (художественный музей), Вологодском музее-заповеднике, в Ростове, а также в Перми, Егорьевском историко-художественном музее. Икону Святого Христофора с пёсьей головой можно увидеть в Московской старообрядческой церкви Покрова, Московском Кремле (Архангельский собор), в ярославском Сретенском храме, в Третьяковской галерее. Сохранились также скульптуры, одна из которых хранится в соборе Парижской Богоматери. Большинство подобных икон было уничтожено в период иконоборчества.
Святой Христофор — не единственный святой, изображаемый на иконах с собачьей головой; например, в Коптской православной церкви на иконе XVIII века святые Ахракас и Аугани, спутники великомученика Меркурия, также изображены с собачьими головами.

#### Два других типа изображения в православии
Всего в православии существует три варианта иконографии Христофора.
Два других:
- прекрасный юноша с длинными волосами, с четырёхконечным крестом в правой руке; на нём багряный плащ, туника украшена золотыми полосами (примеры изображений — фрески в монастыре Высокие Дечаны, церкви Святого Георгия в Старой Ладоге, мозаика кафоликона монастыря Осиос Лукас и др);
- такой же, как западном: Христофор изображается в момент переправы через реку, в виде великана, с младенцем на плечах.

### Иконография в католицизме

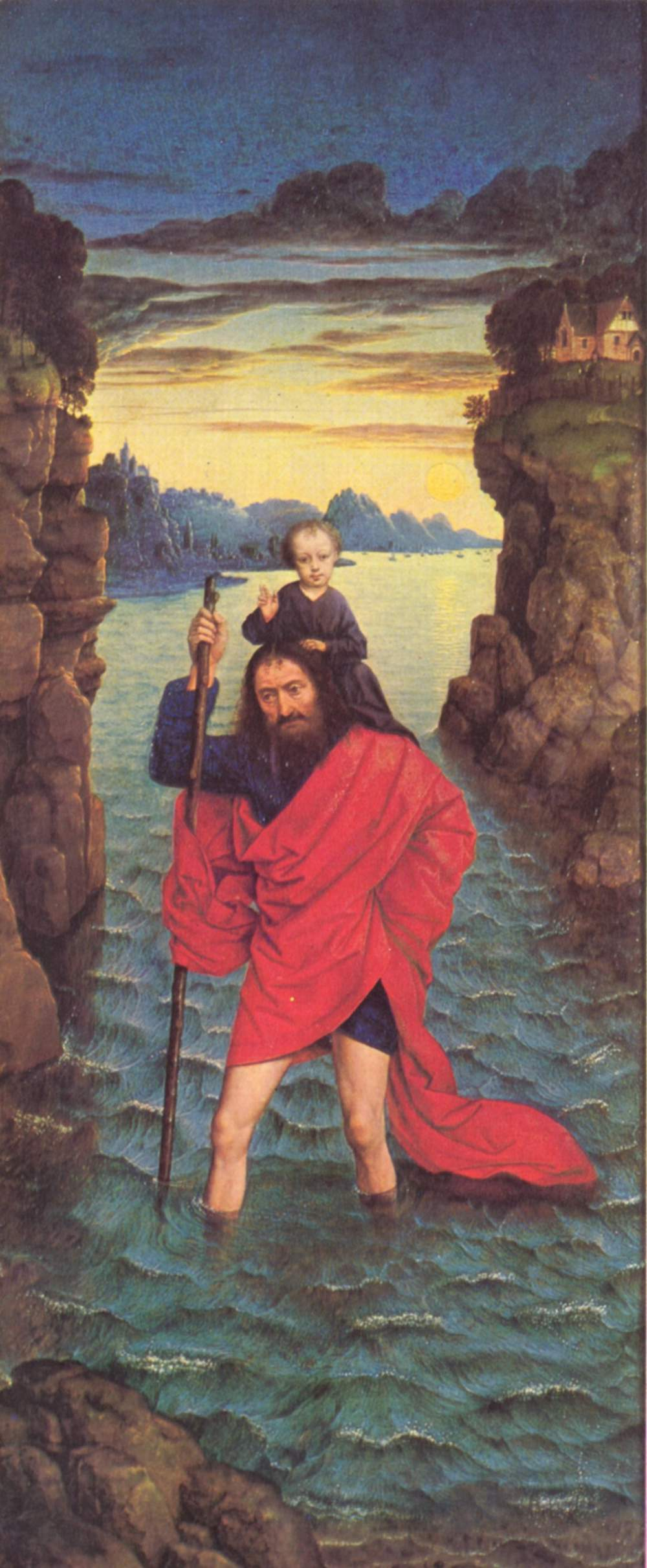
Дирк Боутс, «Святой Христофор», 1467—1468, Старая пинакотека, Мюнхен

В католицизме Святой Христофор изображается как великан (изредка также и как псоглавец), переносящий через реку благословляющего Младенца (см. буквальный перевод его имени — «несущий Христа») — эпизод, непосредственно вытекающий из его жития в западной традиции.
На этот сюжет писали картины Дирк Боутс, Иероним Босх, Мемлинг, Конрад Виц, Гирландайо, гравировали Дюрер и Кранах.
Древнейшее изображение святого находится в монастыре Святой Екатерины на Синае и относится ко времени императора Юстиниана (527—565). Монеты с его ликом чеканились в Вюрцбурге, Вюртемберге и в Чехии.

## Почитание
День памяти мученика Христофора в православном календаре 9 (22) мая, в католическом мартирологе — 25 июля.
Из всеобщего католического календаря день памяти святого Христофора был удалён Ватиканом в 1969 году. Тем не менее праздник остался в местных календарях католических стран.
В Католической церкви Христофор — один из 14 святых помощников и святой патрон путешественников. Несмотря на удаление из всеобщего католического календаря, Христофор остаётся популярным среди католиков, особенно любим моряками, паромщиками, перевозчиками и путешественниками. В наши дни крупные центры его почитания находятся в Италии и среди итало-американцев.
Кроме того, в католицизме он заботится о следующих вещах: всё, что связано с путешествиями, люди, несущие ношу, против удара молнии, против мора, лучники, водители автомобилей, холостяки, лодочники, переплётчики, эпилептики, наводнения, торговцы фруктами, садовники, сукновалы, ливни и дожди, водители грузовиков, рыночные торговцы, носильщики, сёрфингисты, зубная боль.
Христофор — патрон следующих географических пунктов: Баден, Барга, Брауншвейг, Мекленбург, о. Раб, Рурмонд (Нидерланды), Тозес (район Жироны), Агринион, Вильнюс, Гавана.
В честь Святого Христофора названы несколько населённых пунктов, в основном в испаноязычных странах.

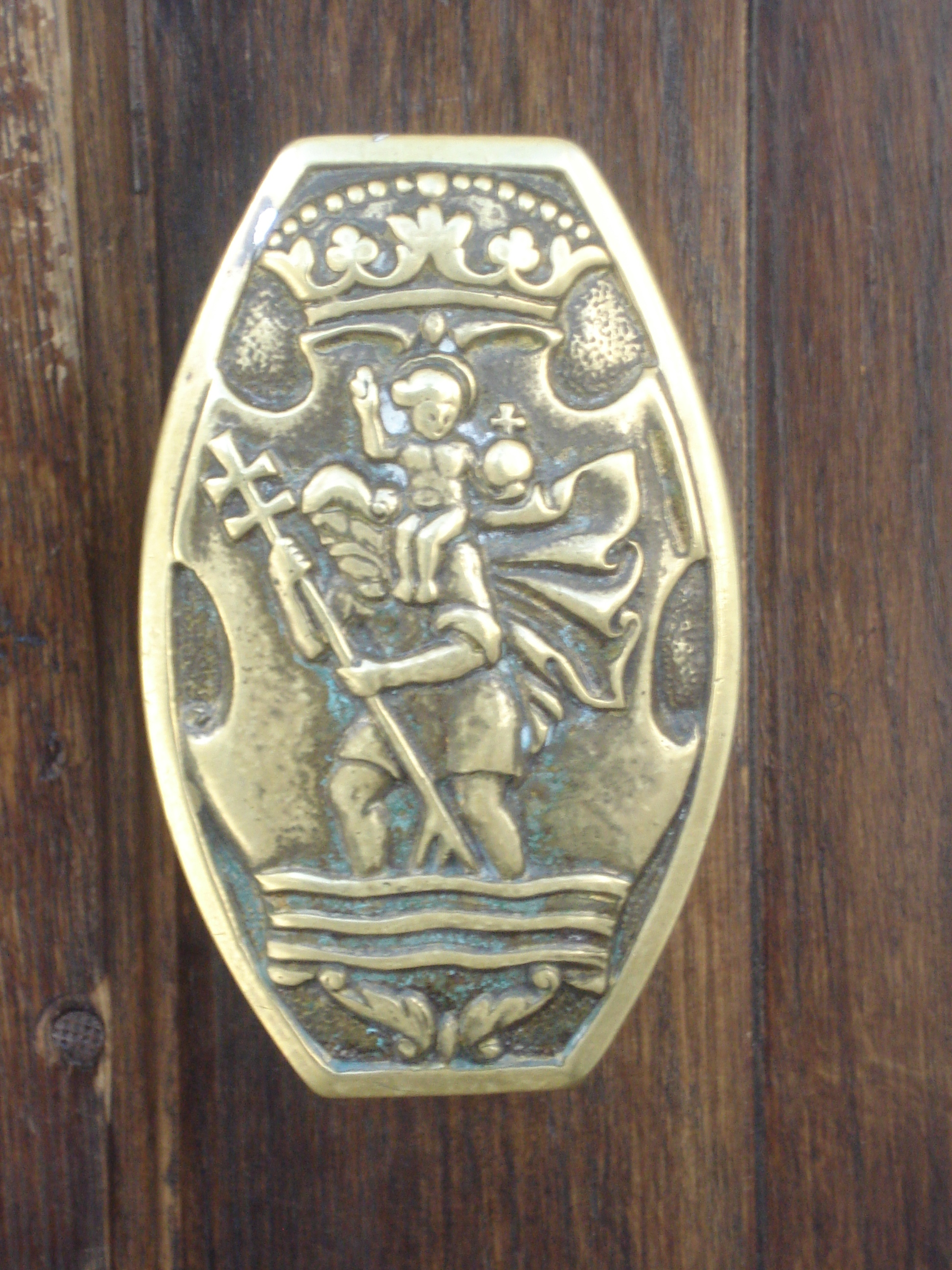
Ручка дверей вильнюсской Ратуши

### В Литве
Христофор является покровителем Вильнюса и изображён на гербе и флаге города. В 1957 году во дворе костёла Святого Николая в Вильнюсе была установлена статуя Христофора с младенцем на руках и текстом на постаменте (на литовском языке) «Святой Христофор, опекай наш город!», созданная по просьбе прелата Чесловаса Кривайтиса скульптором Антанасом Кмеляускасом (за что он был исключён из членов Союза художников Литвы). В 1995 году имя покровителя города было присвоено основанному в 1994 году камерному симфоническому оркестру Вильнюсского самоуправления. Имя святого Христофора носит гимназия в Вильнюсе на улице Казлишкю (Kazliškių g. 4) и прогимназия на улице Калварию (Kalvarijų g. 87).

### В Латвии

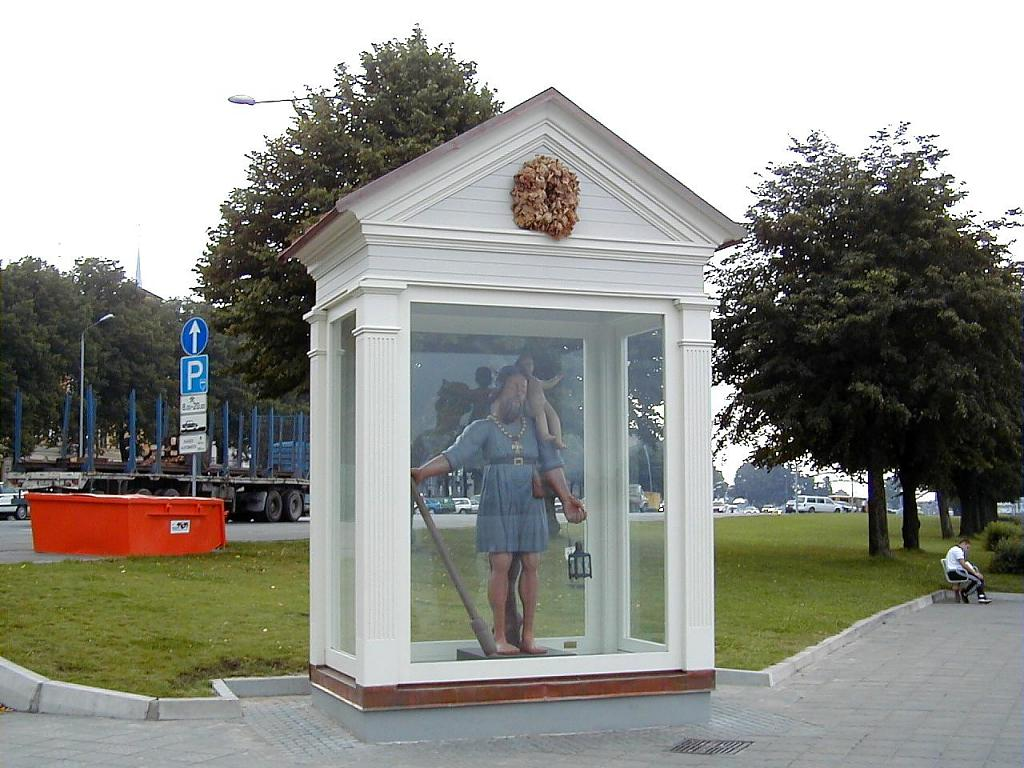
Современная скульптура Большого Кристапа на набережной Даугавы в Риге

Мифологизированный образ святого Христофора Большо́й Кри́стап (латыш. Lielais Kristaps) располагается на набережной Даугавы напротив Рижского замка в Риге. Подлинная восстановленная скульптура хранится в Музее истории Риги и мореходства.